# Gare des Praz-de-Chamonix
La gare des Praz-de-Chamonix est une halte ferroviaire française, située sur la commune de Chamonix-Mont-Blanc, en Haute-Savoie.

## Situation ferroviaire
Ce point d'arrêt SNCF est situé au point kilométrique (PK) 21,494 de la ligne de Saint-Gervais-les-Bains-Le Fayet à Vallorcine (frontière).

## Gare

### Accueil et équipement
La halte des Praz-de-Chamonix ne dispose pas de bâtiment voyageurs. Un parking se trouve à proximité.

### Desserte
La halte des Praz-de-Chamonix est desservie par des trains de la SNCF et de la région Auvergne-Rhône-Alpes qui assurent des services TER Auvergne-Rhône-Alpes qui desservent les gares entre Saint-Gervais-les-Bains-Le Fayet et Vallorcine.

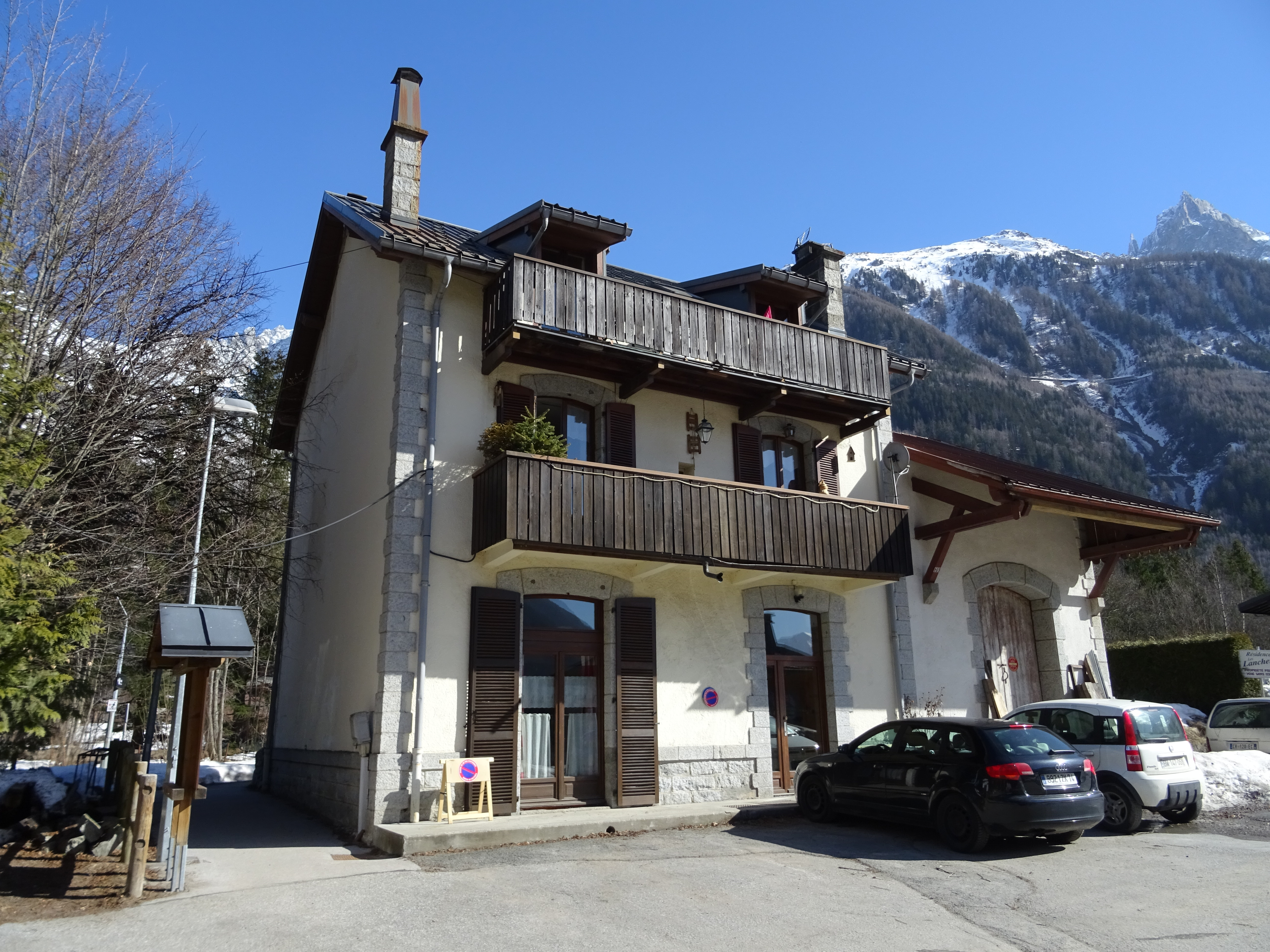
Le bâtiment de la gare.